# فنجان نصفي

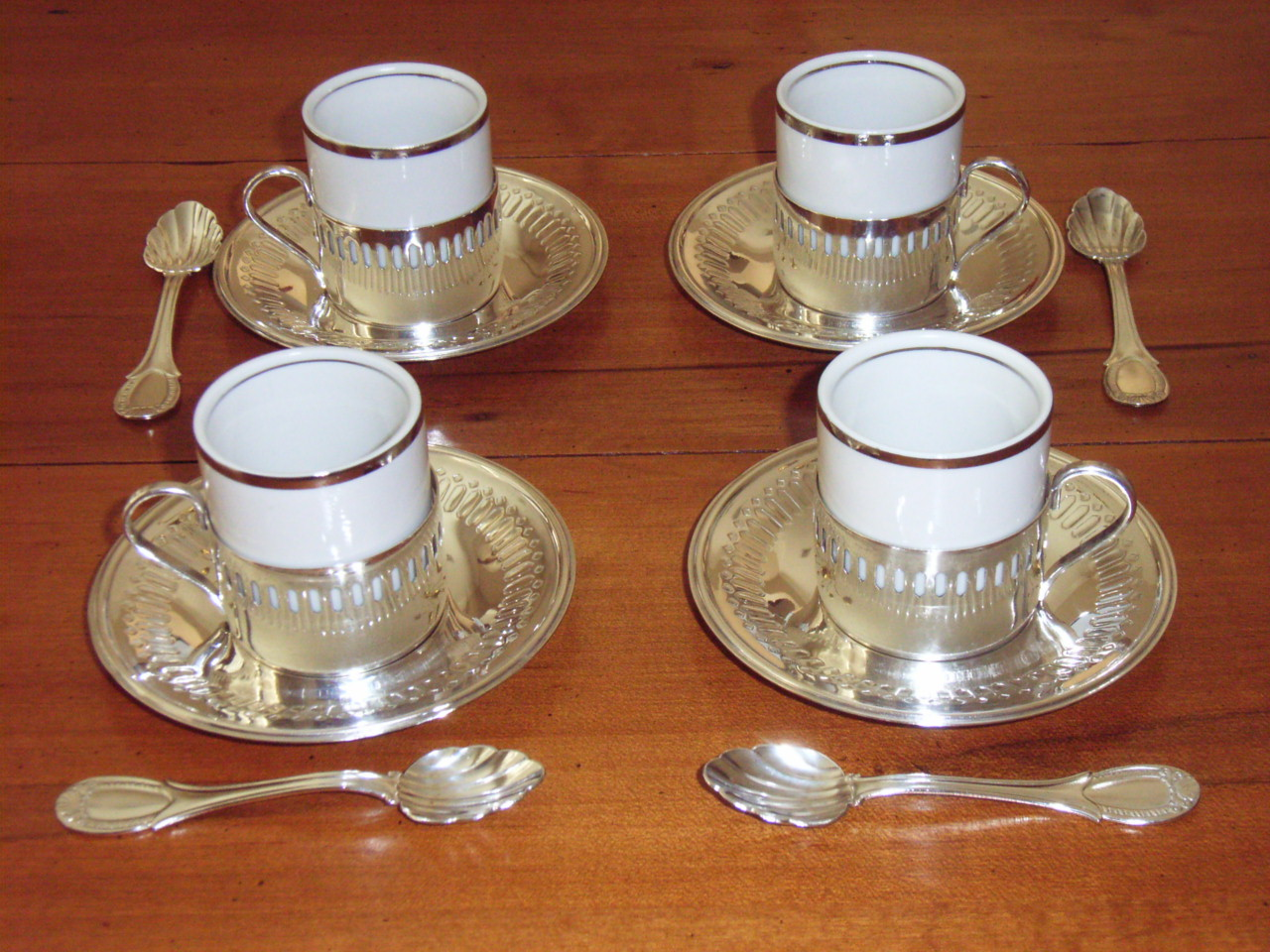
طقم فناجين نصفية ذات إطارات معدنية وملاعق

الفنجان النصفي هو فنجان صغير يستخدم لتقديم الإسبريسو. قد يشير أيضًا إلى القهوة المقدمة في مثل هذا الفنجان وذلك مع من أن هذا الاستخدام قد اختفى في فرنسا بحلول أوائل القرن العشرين.